# بنك الكويت الوطني (مصر)
البنك الكويت الوطني مصر هو بنك يعمل في مصر، وإحدى الشركات التابعة لبنك الكويت الوطني.

## التاريخ

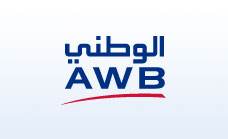
شعار البنك الوطني المصري

تأسس تحت اسم البنك الوطني المصري في مايو 1980 من قبل العديد من رجال الأعمال المصريين كشركة مساهمة بموجب أحكام القانون 43/1974 بفرعين في القاهرة. نما سمعته كبنك رائد للأعمال الصغيرة والمتوسطة الحجم في السوق المصري.
في أغسطس 2007، استحوذ بنك الكويت الوطني على 51٪ من شركة الوطني مقابل 516 مليون دولار أمريكي. تم تمديد العرض للمساهمين الآخرين وبحلول أكتوبر 2007، كان بنك الكويت الوطني قد استحوذ على إجمالي 93.77٪ من أسهم البنك بتكلفة تزيد عن 900 مليون دولار أمريكي بحلول أكتوبر 2007. وكان الشراء إيذانا بدخول بنك الكويت الوطني السوق المصري لأول مرة ومثل مرحلة مهمة في إستراتيجية البنك للتوسع في المنطقة. يعتزم البنك زيادة عدد الفروع ثلاث مرات في خمس سنوات وتحويل الوطني إلى ثالث أكبر بنك تجزئة في مصر.
حقق البنك الوطني المصري أرباحًا صافية بلغت 243.6 مليون جنيه مصري (44.5 مليون دولار أمريكي) في عام 2007، بزيادة قدرها 157٪ مقارنة بعام 2006. وحققت أرباحا قدرها 290.6 مليون جنيه للأشهر التسعة الأولى من عام 2008 بنسبة نمو 29.2 في المائة مقارنة بنفس الفترة من العام السابق. وقد بلغت قيمة أصول البنك 14.6025 مليار جنيه بنهاية الربع الثالث من عام 2008.
بلغ رأسمال البنك المصرح به والمدفوع مليار جنيه مصري موزعة على 100 مليون سهم بقيمة اسمية 10 جنيهات مصرية لكل سهم. لدي البنك 41 فرعا منتشرة في جميع أنحاء مصر من القاهرة والإسكندرية إلى الجيزة والمنصورة وسوهاج.
غير اسم البنك في عام 2014 إلى بنك الكويت الوطني - مصر.